# پلیتوپ

یک پلیتوپ دوبعدی

پلیتوپ (به انگلیسی: polytope) در هندسه مقدماتی، یک شئ هندسی با کناره‌های صاف است که در هر تعداد کلی از ابعاد می‌تواند وجود داشته باشد. یک چندضلعی یک پلیتوپ در دو بعد است، و یک چندوجهی یک پلیتوپ در سه بعد است، و به همین ترتیب در ابعاد بالاتر. برخی نظریه‌ها این ایده را تا جایی تعمیم می‌دهند تا شامل چیزهایی مثل پلیتوپ های بی‌کران و پلیتوپ مجرد نیز شود.
هنگام اشاره به یک تعمیم n-بعدی، از عبارت n-پلیتوپ استفاده می‌شود. برای مثال یک چندضلعی یک ۲-پلیتوپ و یک چندوجهی یک ۳-پلیتوپ است.